# Andrea Carpenzano
Andrea Carpenzano est un acteur italien né le 24 août 1995 à Lugo, en Émilie-Romagne.

## Biographie
Andrea Carpenzano naît le 24 août 1995 à Lugo, dans la province de Ravenne, en Émilie-Romagne, et grandit à Rome. Son père est directeur du département d'architecture de La Sapienza, sa mère est vendeuse. Il a une sœur ainée, nommée Livia, qui exerce le métier d'illustratrice.
Il intègre l'industrie cinématographique en 2015 par hasard, accompagnant un ami à des auditions pour un second rôle dans Tutto quello che vuoi, mais est repéré par le réalisateur Francesco Bruni qui finit par lui confier le rôle principal du film après plusieurs répétitions,. Tutto quello che vuoi sort en 2017, et, pour sa performance, il reçoit le prix de la révélation de l'année au Bari International Film Festival, ainsi qu'une mention spéciale pour le Prix Guglielmo Biraghi (it) à la cérémonie des Rubans d'argent. La même année, il figure dans le casting du film Il permesso - 48 ore fuori (it) de Claudio Amendola.

## Filmographie

### Longs métrages
- 2017 : Il permesso - 48 ore fuori (it) - Sercio
- 2017 : Tutto quello che vuoi - Alessandro
- 2018 : Frères de sang - Manolo
- 2019 : Le Défi du champion - Christian Ferro
- 2020 : Guida romantica a posti perduti (it) - Michele
- 2021 : Lovely Boy (it) - Nic / Lovely Boy
- 2022 : Calcinculo (it) - Armando / Amanda
- 2022 : Chiara - François d'Assise
- 2024 : Un altro ferragosto - Altiero Molino

### Courts métrages
- 2018 : Via Lattea

### Séries télévisées
- 2018 : Immaturi - La série (it) - Savino Ferone

## Récompenses
- Mention spéciale du Prix Guglielmo Biraghi (it) (Ruban d'argent) en 2017 pour son rôle d'Alessandro dans Tutto quello che vuoi ;
- Prix de la révélation de l'année pour son rôle d'Alessandro dans Tutto quello che vuoi au Bari International Film Festival.